# Platysphinx dorsti
Platysphinx dorsti är en fjärilsart som beskrevs av Pierre Claude Rougeot 1977. Platysphinx dorsti ingår i släktet Platysphinx och familjen svärmare. Inga underarter finns listade i Catalogue of Life.